# Port lotniczy Seymour
Port lotniczy Seymour (hiszp. Aeropuerto Seymour) – port lotniczy położony na wyspie Baltra, w archipelagu Galapagos, w Ekwadorze.